# Monaster Chrystusa Zbawiciela w Wirowie

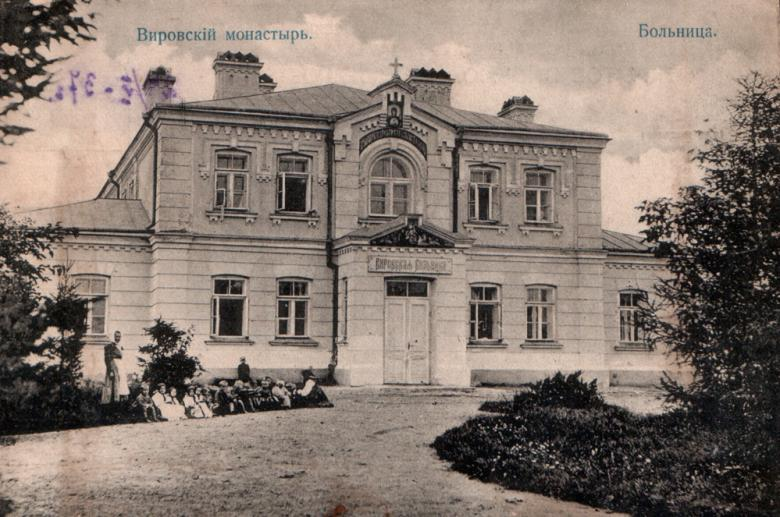
Przychodnia-szpital w monasterze w Wirowie. W górnej części elewacji widoczna ikona Matki Bożej „Znak”

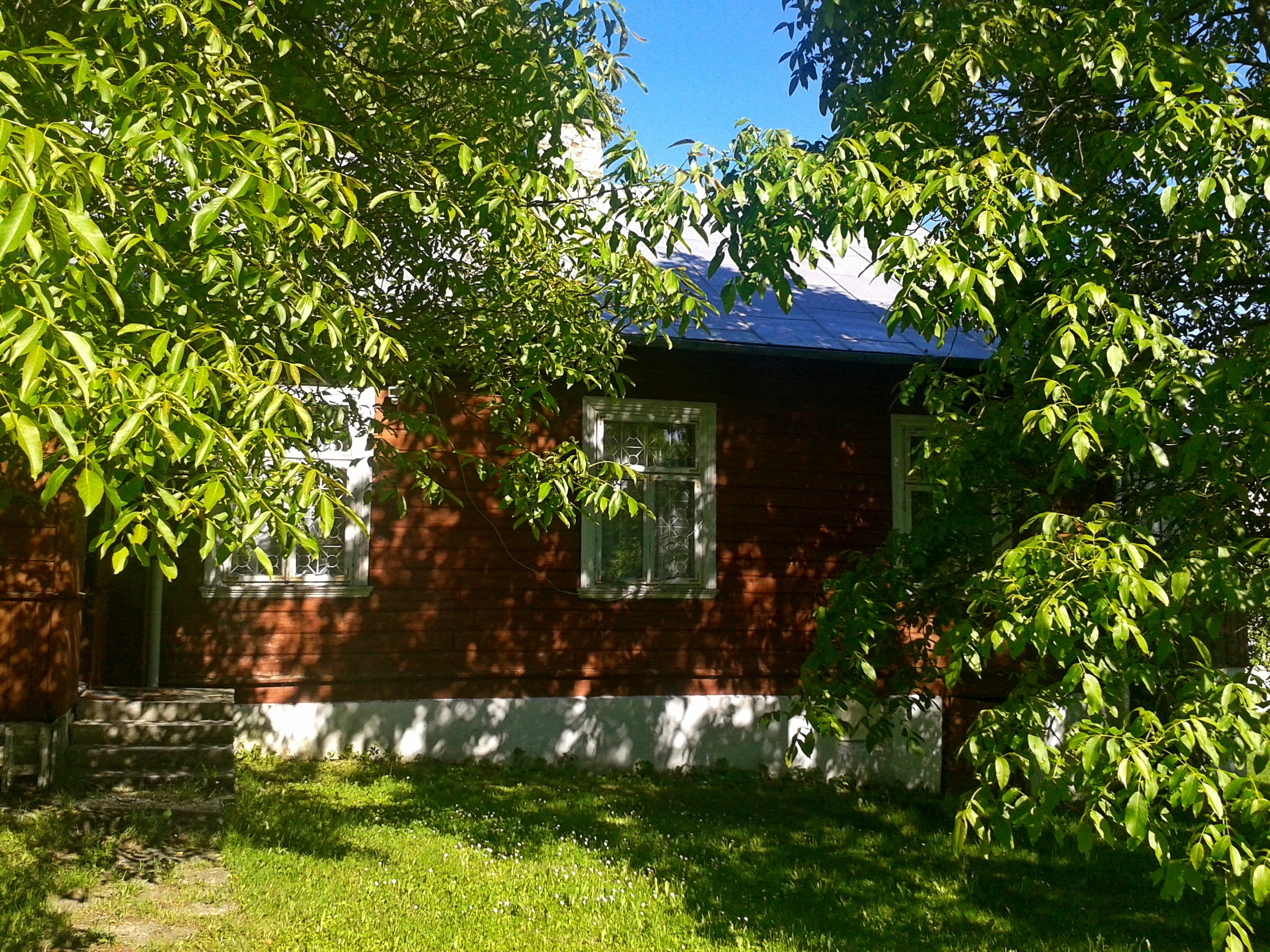
Dawny dom ihumeni

Monaster Chrystusa Zbawiciela – prawosławny klasztor żeński w Wirowie, istniejący w latach 1893–1915. Jeden z niekontemplacyjnych żeńskich monasterów powstałych w zachodnich eparchiach Rosyjskiego Kościoła Prawosławnego przy wsparciu cara Mikołaja II i jego żony Aleksandry Fiodorowny. Mniszki zajmowały się głównie pracą społeczną – prowadziły szkołę, szpital, aptekę oraz sierociniec. Klasztor został powołany również w celu wzmacniania wpływów prawosławia oraz kultury rosyjskiej na ziemiach wcielonych do Imperium Rosyjskiego na mocy rozbiorów Polski. Działał do czasu wyjazdu zakonnic na bieżeństwo, z którego nigdy nie wróciły.
W budynkach monasteru w Wirowie działały następnie instytucje dobroczynne (szkoły, zakład dla dzieci specjalnej troski) prowadzone przez niepokalanki oraz Siostry Rodziny Maryi. Po 1946 obiekty zostały upaństwowione i zaadaptowane na dom dziecka, a następnie na dom opieki społecznej. 

## Historia

### Okoliczności powstania klasztoru
W II połowie XIX w. w Rosyjskim Kościele Prawosławnym nastąpił wyraźny wzrost liczby monasterów oraz zamieszkujących je mnichów i mniszek. Pojawił się ponadto typ klasztoru dotąd nieznany w rosyjskiej tradycji cerkiewnej – monastery ukierunkowane na pracę społeczną, niekontemplacyjne. Powstawały one głównie w zachodnich eparchiach Kościoła, tj. na terenach wcielonych do Rosji w toku trzech rozbiorów Polski. Monastery tego rodzaju otrzymywały znaczną pomoc finansową od rodziny carskiej oraz zamożnych ofiarodawców prywatnych; donatorzy pragnęli, by mnisi i mniszki przyczyniali się do poszerzania wpływów prawosławia, języka i kultury rosyjskiej na wymienionym obszarze. Pierwszym klasztorem niekontemplacyjnym w eparchii chełmsko-warszawskiej był powstały w 1889 żeński monaster Narodzenia Matki Bożej w Leśnej, kierowany przez twórczynię nowego modelu zaangażowanego społecznie klasztoru, ihumenię Katarzynę (Jefimowską). Zakonnice z tego klasztoru przyczyniły się następnie do powstania kilku następnych wspólnot monastycznych w tej eparchii, o podobnej regule: monasteru Chrystusa Zbawiciela w Wirowie, monasteru Przemienienia Pańskiego w Teolinie oraz monasteru św. Antoniego w Radecznicy. Urszula Pawluczuk pisze, że główną protektorką tego typu monasterów była caryca Aleksandra Fiodorowna, która po konwersji na prawosławie z luteranizmu stała się gorącą propagatorką swojej nowej religii.
Monaster wirowski powstał jako druga z wymienionych wspólnot w 1894, jako filia klasztoru w Leśnej. Oficjalny dekret powołujący klasztor żeński został wydany rok wcześniej przez arcybiskupa warszawskiego i chełmskiego Flawiana (Horodeckiego). Jesienią 1894 do Wirowa przybyła, wyznaczona 18 września na przełożoną nowego monasteru, mniszka z Leśnej Anna (Potto). W roku poprzednim organizowała ona klasztor w Teolinie. Razem z nią do Wirowa przyjechało 10 posłusznic.
Mniszki zabrały z Leśnej symboliczną sumę 1 rubla. Na organizację wspólnoty, żyjącej w początkowym etapie istnienia w bardzo trudnych warunkach materialnych, została zorganizowana kwesta, której koordynatorem był dziekan siedlecki, ks. Naum Miziecki. Zakonnice zamieszkiwały początkowo w dwóch domach, zaś na cerkiew zaadaptowały dawny kościół rzymskokatolicki. Według Antoniny Troc dodatkowym problemem było dla nich negatywne nastawienie miejscowej ludności, w przeważającej ilości wyznającej katolicyzm. Według Marka Poleszuka już w pierwszej fazie działania klasztoru, gdy był on w trudnej sytuacji materialnej, mniszki objęły swoją pomocą 30 najuboższych dzieci.

### Działalność monasteru
W toku zbiórki zorganizowanej przez ks. Mizieckiego monasterem w Wirowie zainteresował się późniejszy święty prawosławny ks. Jan Siergijew, który wsparł go materialnie, a następnie car Mikołaj II. Ten drugi wyraził swoje uznanie wobec działalności mniszek i osobiście przekazał 6 tys. rubli. Dzięki uzyskanym pieniądzom możliwe było wzniesienie kompleksu nowych budynków klasztornych w stylu neobizantyjskim oraz rozwinięcie działalności dobroczynnej na wzór tej prowadzonej przez monaster w Leśnej. W szkole przy klasztorze uczyło się 23 chłopców i 88 dziewczynek. Istniały również placówki niższego szczebla we wsiach Mołożew i Wirów (oprócz przyklasztornej). Według wspomnień cytowanych przez Marka Poleszuka mniszki nie zmuszały uczniów szkoły do przechodzenia na prawosławie. Za naukę dzieci chłopi płacili, przekazując dary w naturze. Jako podstawową zasadę funkcjonowania monasteru przyjęły dewizę wszystko dla innych, nic dla siebie.
W 1898 monaster został uznany za samodzielną wspólnotę monastyczną, a jego przełożona otrzymała godność ihumenii. Już pięć lat później ihumenia Anna zapadła na gruźlicę i mimo wyjazdu na leczenie do Włoch zmarła 29 sierpnia 1903 w wieku 38 lat. W momencie swojej śmierci stała na czele klasztoru gromadzącego ok. 200 mniszek, administrujących czterema szkołami, hotelem, pralnią, introligatornią, pracowniami tkacką, krawiecką i ikonopisarską, pięcioma domami dla prawosławnego duchowieństwa, przychodnią dla 2000 chorych, sierocińcem dla 320 dzieci oraz domem starców dla 30 pensjonariuszy. Pierwszą przełożoną monasteru w Wirowie pochowano w jego głównej cerkwi. Po śmierci ihumenii Anny jej obowiązki przejęła ihumenia Zofia (Szachowska), po niej zaś – ihumenia Zuzanna (Mielnikowa). W Wirowie zamieszkiwało ok. 200 mniszek. Monaster był ważnym ośrodkiem pielgrzymkowym – najliczniejsze grupy wiernych przybywały do niego w dniu święta Siedmiu Męczenników Machabejskich (1 sierpnia w kalendarzu juliańskim). W czasie Świętych Liturgii śpiewał w nim 500-osobowy chór.
Monaster działał w dotychczasowym kształcie do 1915, kiedy zakonnice udały się na bieżeństwo. Wyjechały do Moskwy, licząc na możliwość powrotu do Wirowa w przyszłości. Jednak w 1916 zabudowania klasztorne zostały rewindykowane na rzecz Kościoła katolickiego, a sama wspólnota oficjalnie skasowana; w związku z tym prawosławny klasztor w tym miejscu nie został reaktywowany. 

### Budynki klasztoru w Wirowie po likwidacji monasteru

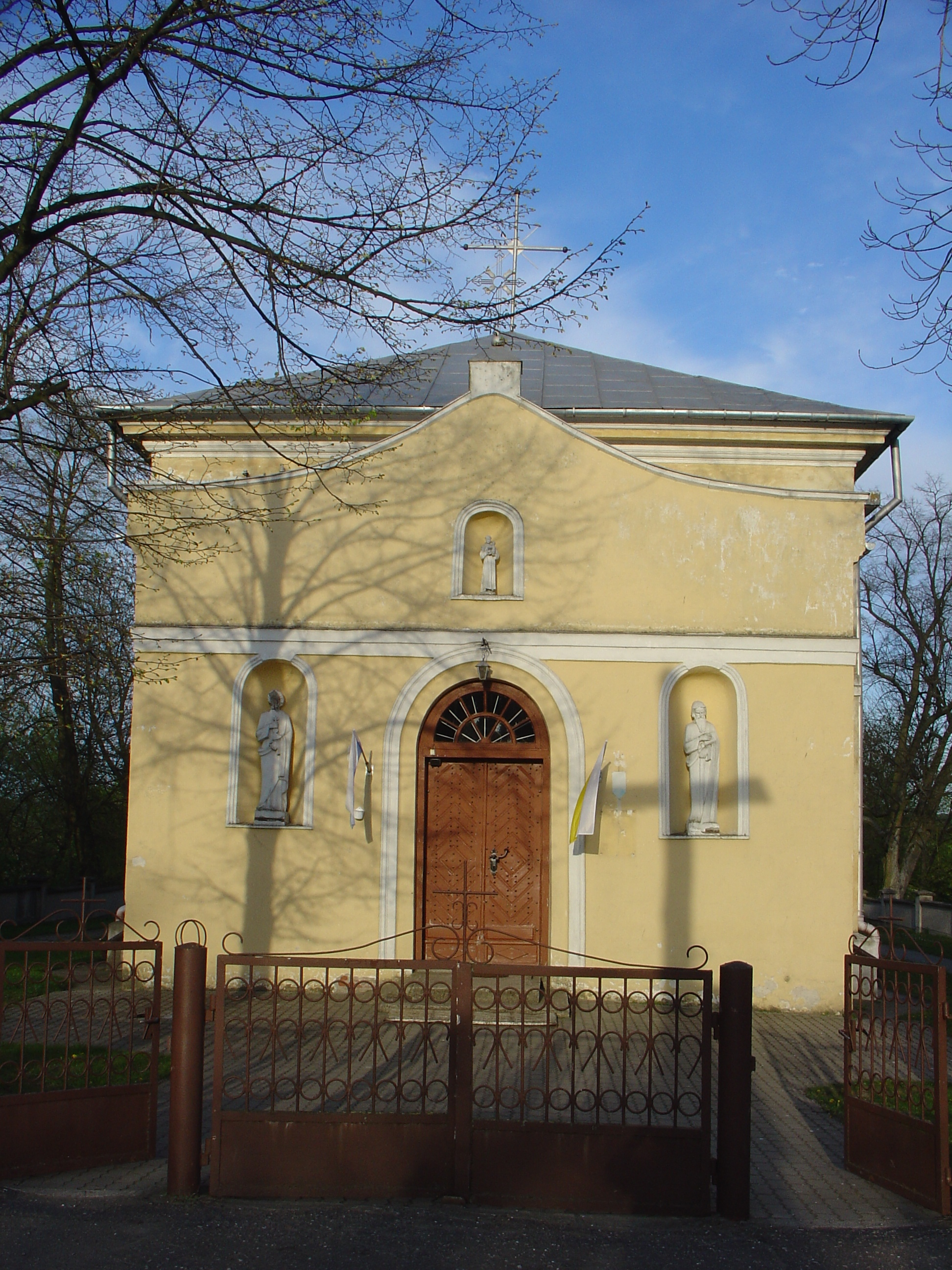
Kościół św. Antoniego Padewskiego urządzony w cerkwi Chrystusa Zbawiciela, widok współczesny

W budynkach opuszczonych przez mniszki prawosławne zamieszkały siostry z zakonu niepokalanek. W części zabudowań zorganizowały one seminarium nauczycielskie, które działało do 1932. W kolejnych latach dawny monaster został zaadaptowany na szkołę podstawową oraz zakład dla dzieci specjalnej troski, prowadzony przez Siostry Rodziny Maryi. W 1946 w budynkach rozlokowano państwowy dom dziecka. W 1958 został on zlikwidowany, zaś w zabudowaniach powstał zakład dla uzależnionych od alkoholu. Obecnie (2010) w Wirowie działa dom pomocy społecznej.
Główna cerkiew klasztorna, pod wezwaniem Chrystusa Zbawiciela, została zaadaptowana na kościół parafialny pod wezwaniem św. Antoniego Padewskiego. W latach 1994–2000 parafia odremontowała drugą z monasterskich świątyń, dawną cerkiew św. Serafina z Sarowa, w celu adaptacji jej na plebanię.
22 grudnia 2004 Polski Autokefaliczny Kościół Prawosławny zrezygnował ze starań o zwrot obiektów w Wirowie w zamian za odzyskanie nieruchomości w Warszawie, przy ulicy Świętych Cyryla i Metodego (dawnego internatu dla prawosławnych studentów).

## Architektura

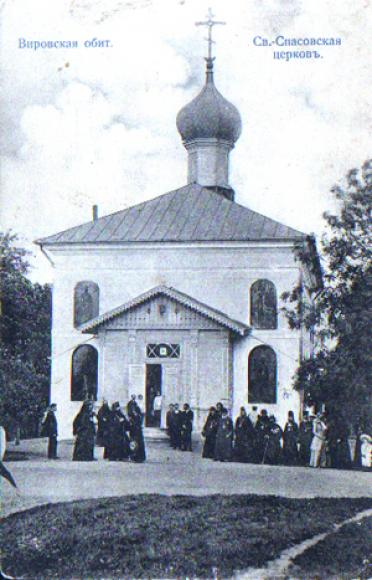
Cerkiew Chrystusa Zbawiciela w kompleksie budynków klasztoru, pocztówka rosyjska

Kompleks zabudowań monasteru wirowskiego składał się z zespołu budynków służących społecznej działalności mniszek, budynków mieszkalnych oraz dwóch cerkwi: Chrystusa Zbawiciela oraz wzniesionej po 1903 św. Serafina z Sarowa. Trzecia świątynia, pod wezwaniem św. Leoncjusza Rostowskiego, stanowiła część budynku szkolnego. Całość była wzniesiona w stylu rusko-bizantyjskim, typowym dla architektury sakralnej Rosyjskiego Kościoła Prawosławnego w II połowie XIX stulecia. Mniszki urządziły również tarasy nad brzegiem Bugu oraz otoczyły cały kompleks sadem. Charakterystyczne cechy budownictwa rosyjskiego są nadal widoczne w architekturze obecnego domu pomocy społecznej w Wirowie. Zmian dokonano jedynie w architekturze cerkwi przy ich adaptacji do nowych celów, usuwając typowo prawosławne kopuły.
Przy budynkach monasterskich znajdowały się pojedyncze nagrobki prawosławne, w tym marmurowy nagrobek ihumenii Anny (Patto). Szczątki pochowanych w monasterze osób zostały ekshumowane i pogrzebane ponownie na terenie klasztoru na górze Grabarce z inicjatywy jego przełożonej, ihumenii Hermiony (Szczur). Według Marka Poleszuka nagrobki te zostały w ostatnich latach zdewastowane.